# Diósgyőri VTK
Maillots
Le Diósgyőri VTK est un club de football hongrois basé à Miskolc, dans le quartier de Diósgyőr.

## Historique
- 1910 : fondation du club sous le nom de Diósgyőri VTK
- 1938 : fusion avec le Diósgyőri AC en Dimávag SC Diósgyőr
- 1945 : le club est renommé Diósgyőri VTK
- 1951 : le club est renommé Diósgyőri Vasas
- 1956 : le club est renommé Diósgyőri VTK Miskolc
- 1977 : 1re participation à une Coupe d'Europe (C2, saison 1977/78)
- 1992 : le club est renommé Diósgyőri FC
- 2001 : le club est renommé Diósgyőri VTK
- 2004 : fusion avec le Balaton FC en Diósgyőr-Balaton FC
- 2006 : le club est renommé Diósgyőri VTK

Le club de Diósgyőri participe à la finale de la Coupe 2014, perdue contre le club d'Újpest Football Club. Après la non-obtention de la licence UEFA pour le club de Újpest, le club de Division 2 obtient la qualification en Coupe d'Europe pour le 1er tour de qualification.

## Palmarès
- Coupe de Hongrie (2)
  - Vainqueur : 1977, 1980
  - Finaliste : 1942, 1965, 1981, 2014

- Coupe de la Ligue hongroise (1)
  - Vainqueur : 2014

- Championnat de Hongrie de deuxième division (7)
  - Champion : 1950, 1953, 1956, 1963, 1974, 2011, 2023
  - Vice-champion : 1965, 1991, 1997